# پنج تخت

پنج تَخت  مهم‌ترین مراکز قدرت معنوی و دنیوی در آیین سیک هستند که نقش محوری در هدایت دینی و تصمیم‌گیری‌ جامعه دارند. کلمهٔ «تخت» از زبان فارسی گفته شده و به معنی تختگاه و مسند قدرت است،  و این پنج گردواره به‌عنوان نمادهای حکومت معنوی و اجتماعی سیک‌ها شناخته شده‌اند .
قدیمی‌ترین و مهم‌ترین این تخت‌ها اکل تخت در امریتسار است؛ جایی که در سال ۱۶۰۹ توسط گورو هرگوبیند بنیان نهاده شد. این محل، روبروی معبد طلایی قرار دارد و مرکز تصمیم‌گیری‌های سیاسی و نظامی قوم خالصه به‌شمار می‌رود. اینجا محلی بود که جلسات بزرگ (سربت خالصه) برگزار و فرمان‌هایی دربارهٔ جنگ و صلح صادر می‌شدند .
«تخت سری کشگره صاحب» در آناندپور صاحب دومین تخت است که در سال ۱۶۹۹ توسط گورو گوبیند سینگ بنیان گذاشته شد. اینجا زادگاه خالصه (جامعه مقدسان)، با پنج پیرو محبوب نخستین است، و مراسم ویساکھی که تولد خالصه را گرامی می‌دارد، هر سال در این محل برگزار می‌شود .

«تخت سری دمدمه صاحب» در تالواندی سابو، پنجاب، مکان گردهم‌آمدن گورو گوبیند سینگ در سال ۱۷۰۵ بود، در اینجا نسخهٔ نهایی گورو گرانت صاحب (کتاب مقدس سیک) تدوین شد. این تخت در ۱۸ نوامبر ۱۹۶۶ به‌عنوان رکن پنجم رسمی پیشوایان سیک شناخته شد .
«تخت سری پتنه صاحب» در پتنه، بیهار، محل تولد گورو گوبیند سینگ در سال ۱۶۶۶ است. این تخت علاوه‌بر معنا و سابقه معنوی، نمادی از پیوند اجتماعی-دینی در خارج از پنجاب نیز محسوب می‌شود .
در نهایت «تخت سری حضور صاحب» در ناندِد، ماهاراشترا، روی کرانهٔ رود گووداوری ساخته شده و محل وداع گورو گوبیند سینگ در سال ۱۷۰۸ است. این تخت در دههٔ ۱۸۳۰ توسط مهاراجه رانجیت سینگ بنا شد و معماری خاصی دارد که ترکیبی از سبک‌های راجپوت و سیک است .
جمعاً، این پنج تخت به‌صورت یکپارچه، قدرت دینی و حکومتی سیک‌ها را نمایندگی می‌کنند؛ جایی برای صدور حکم، حفظ وحدت، صدور حکم‌نامه و تعیین سیاست‌های اجتماعی و مذهبی، جشن‌های بزرگ مانند ویساکهی و گورپوراب، و نیز حفظ میراث تاریخی و معنوی گوروها.